# Microrégion de Teresina

Localisation de la microrégion de Teresina

La microrégion de Teresina est l'une des quatre microrégions qui subdivisent le centre-nord de l'État du Piauí au Brésil.
Elle comporte 13 municipalités qui regroupaient 976 962 habitants en 2006 pour une superficie totale de 9 213 km².

## Municipalités[1]
- Altos
- Beneditinos
- Coivaras
- Curralinhos
- Demerval Lobão
- José de Freitas
- Lagoa Alegre
- Lagoa do Piauí
- Miguel Leão
- Monsenhor Gil
- Pau D'Arco do Piauí
- Teresina
- União